# 薩德爾島 (南奧克尼群島)
薩德爾島（英語：Saddle Island）是南極洲的島嶼，處於勞里島西端以北8.9公里，屬於南奧克尼群島的一部分，長3.2公里，在1823年由英國捕海豹者發現，現時由南極條約體系管理。